# 谢氏宗祠 (息安村)
谢氏宗祠，位于中国广东省湛江市廉江市青平镇息安村，为湛江市廉江市的一个市级文物保护单位，类型为古建筑，公布时间为2005年4月26日。
谢氏宗祠的历史年代为清代。